# دميتروف رايون
دميتروف رايون (الروسية: Дмитровский район) هي إحدى المناطق الإدارية في موسكو أوبلاست وعاصمتها هي مدينة دميتروف.

دميتروف رايون على خريطة محافظة موسكو

تحوي المدن والقرى التالية: دميتروف، نوفوسينكوفو، ديدينيفو، إيكشا، روغاتشوفو، ياخروما وغيرها.